# Sakai-ku
Sakai (堺区, Sakai-ku) est l'un des sept arrondissements de la ville de Sakai au Japon. Il est situé au nord de la ville.

## Géographie

### Situation
L'arrondissement de Sakai-ku fait partie de la ville de Sakai, dans la région du Kansai. Sakai-ku est situé au sud de la ville d'Osaka, dont il est séparé par le fleuve Yamato-gawa. L'arrondissement est limitrophe des arrondissements de Nishi au nord-ouest, de Kita au sud-est. À l'ouest se trouve la baie d'Osaka.

### Démographie
En 2015, l'arrondissement rassemblait 147 842 habitants répartis sur une superficie de 23,65 km2, ce qui fait une densité de population de 6 251 hab./km2.

## Lieux et bâtiments notables
- Campus de Sakai de l'université du Kansai[2]
- Myōkoku-ji (un des temples tête de la secte bouddhiste Nichiren)
- Phare de Sakai

## Transports
- Tramway d'Osaka (11 stations)
  - ligne Hankai : Yamatogawa (HN16) - Takasu-jinsha (HN17) - Ayanocho (HN18) - Shimmeicho (HN19) - Myokokuji-mae (HN20) - Hanataguchi (HN21) - Oshoji (HN22) - Shukuin (HN23) - Terajicho (HN24) - Goryomae (HN25) - Higashi-Minato (HN26)

Yamatogawa (HN16)
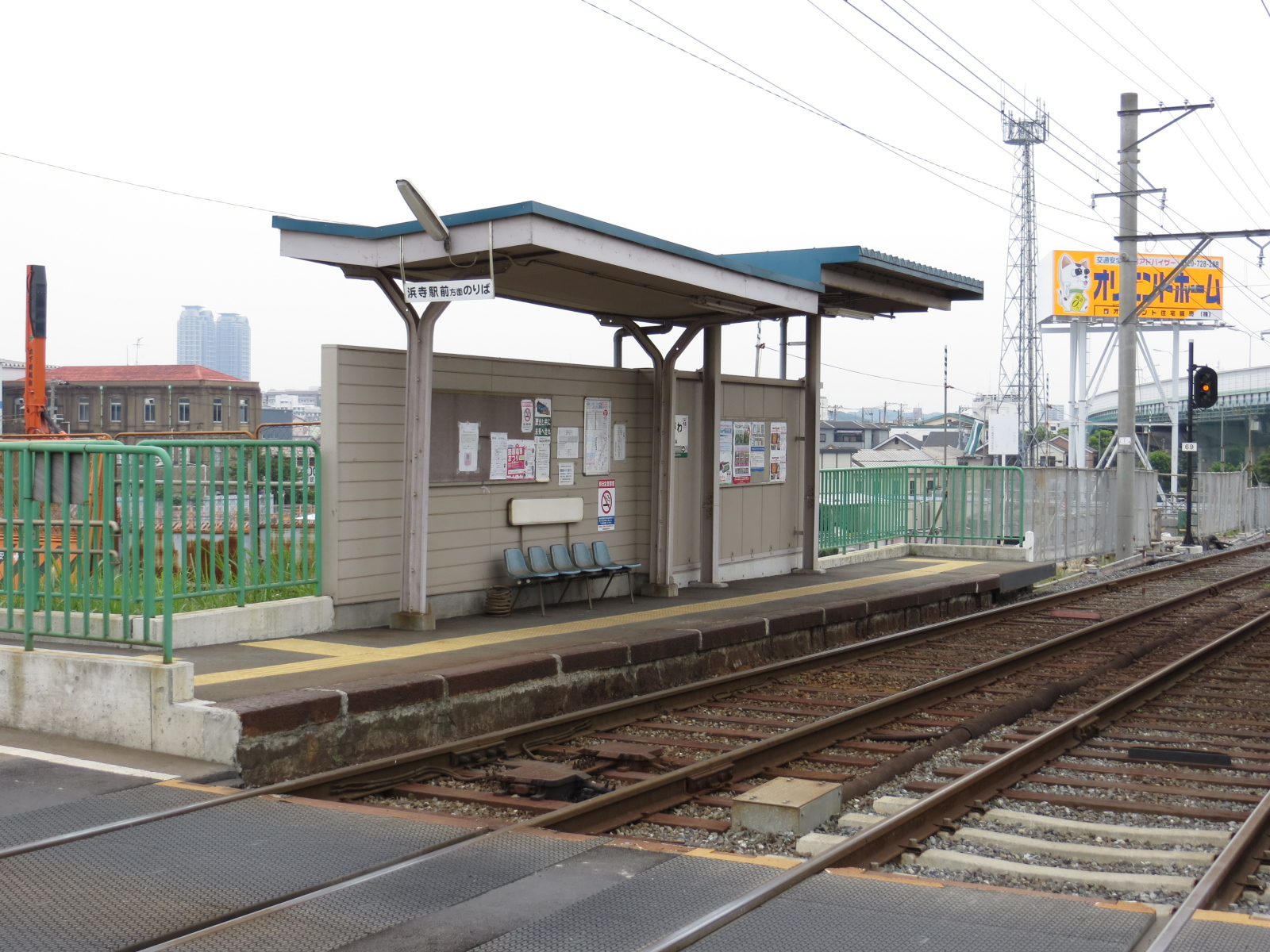
Station Yamatogawa (HN 16) du tramway d'Osaka.
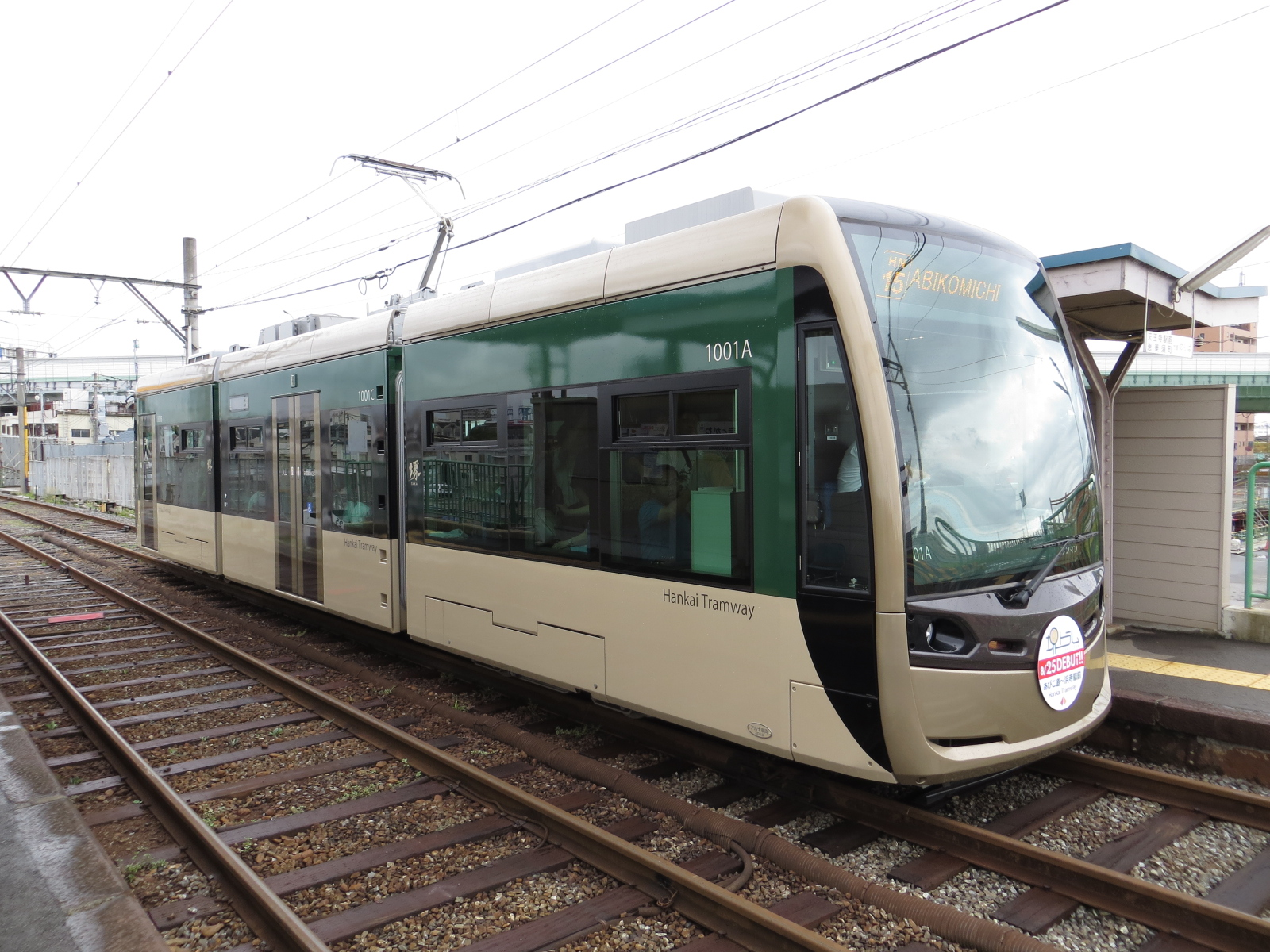
Tramway d'Osaka à la station Yamatogawa (HN 16).

- West Japan Railway Company
  - ligne Hanwa : gare d'Asaka, Sakaishi, Mikunigaoka, Mosu

- Nankai Electric Railway
  - ligne Nankai : gare Shichidō, station de Sakai et station de Minato
  - ligne Kōya : gare Asakayama, station Sakaihigashi, station Mikunigaoka, station de Mozuhachiman